# Albizia polycephala
Albizia polycephala är en ärtväxtart som först beskrevs av George Bentham, och fick sitt nu gällande namn av Ellsworth Paine Killip. Albizia polycephala ingår i släktet Albizia och familjen ärtväxter. Inga underarter finns listade i Catalogue of Life.